# Граф Стратмор и Кингхорн

Герб графов Стратмор и Кингхорн

 Граф Стратмор и Кингхорн (англ. Earl of Strathmore and Kinghorne) — наследственный титул в системе пэрства Шотландии. Титул графа Кингхорна был создан в 1606 году для Патрика Лайона (1575—1615). В 1677 году графский титул стал двойным: «Стратмор и Кингхорн». В 1937 году титула графа Стратмора и Кингхорна был создан для Клода Боуза-Лайона, 14-го графа (1855—1944), но уже в системе Пэрства Соединённого королевства.
Дополнительные титулы: виконт Лайон (создан в 1677), лорд Гламис, Таннадайс, Сидлоу и Стратдичи (1677), лорд Лайон и Глэмис (1606), лорд Глэмис (1445), барон Боуз (1887) из Стритлем Касла в графстве Дарем и Ланедейла в графстве Йорк. Титул барона Боуза был создан в 1815 году для 10-го графа Стратмора и Кингхорна, но прервался после его смерти в 1821 году. Первые три титула входит в систему Пэрства Шотландии, а последние два являются Пэрством Соединённого королевства.
Титул учтивости старшего сына и наследника графа — «лорд Глэмис».
Элизабет Боуз-Лайон (1900—2002), дочь 14-го графа Стратмора и Кингхорна, супруга короля Великобритании Георга VI и мать королевы Елизаветы II, королева-консорт Соединённого Королевства в 1936—1952 годах как королева Елизавета.
Родовое гнездо — замок Глэмис в области Ангус (Шотландия).
Графы Стратмор и Кингхорн — наследственные вожди клана Лайон.

## Тан Глэмиса (1372)
- Джон Лайон, 1-й тан Глэмиса (ок. 1340 — 4 ноября 1382), сын сэра Джорджа Лайона

## Мастер Глэмис
- Джон Лайон, 1-й мастер Глэмис (ок. 1377—1435), единственный сын предыдущего

## Лорд Глэмис (1445)
- 1445—1459: Патрик Лайон, 1-й лорд Глэмис (1402 — 21 марта 1459), сын предыдущего
- 1459—1486: Александр Лайон, 2-й лорд Глэмис (ок. 1430—1486), старший сын предыдущего
- 1486—1497: Джон Лайон, 3-й лорд Глэмис (1431 — 1 апреля 1497), второй сын 1-го лорда Глэмиса
- 1497—1500: Джон Лайон, 4-й лорд Глэмис (ум. 1500), сын предыдущего
- 1500—1505: Джордж Лайон, 5-й лорд Глэмис (ум. 1505), старший сын предыдущего
- 1505—1528: Джон Лайон, 6-й лорд Глэмис (ок. 1491—1528), второй сын 4-го лорда Глэмиса
- 1528—1537, 1543—1558: Джон Лайон, 7-й лорд Глэмис (ок. 1521—1558), сын предыдущего
- 1558—1578: Джон Лайон, 8-й лорд Глэмис (ок. 1544 — 17 марта 1578), старший сын предыдущего
- 1578—1615: Патрик Лайон, 9-й лорд Глэмис (ок. 1575 — 19 декабря 1615), граф Кингхорн с 1606 года.

## Графы Кингхорн (1606)
- 1606—1615: Патрик Лайон, 1-й граф Кингхорн (1575 — 19 декабря 1615), сын 8-го лорда Глэмиса
- 1615—1646: Джон Лайон, 2-й граф Кингхорн (13 августа 1596 — 12 мая 1646), сын предыдущего
- 1646—1695: Патрик Лайон, 3-й граф Кингхорн (29 мая 1643 — 15 мая 1695), сын предыдущего, граф Стратмор и Кингхорн с 1677 года.

## Графы Стратмор и Кингхорн (1677)
- 1677—1695: Патрик Лайон, 3-й граф Стратмор и Кингхорн (29 мая 1643 — 15 мая 1695), сын 2-го графа Кингхорна
- 1695—1712: Джон Лайон, 4-й граф Стратмор и Кингхорн (8 мая 1663 — 10 мая 1712), старший сын предыдущего
  - Патрик Лайон, Лорд Глэмис (1692 — сентябрь 1709), старший сын предыдущего
  - Филипп Лайон, Лорд Глэмис (1693 — 18 марта 1712), второй сын 4-го графа
- 1712—1715: Джон Лайон, 5-й граф Стратмор и Кингхорн (1696 — 13 ноября 1715), третий сын 4-го графа
- 1715—1728: Чарльз Лайон, 6-й граф Стратмор и Кингхорн (ок. 1699 — 11 мая 1728) — четвертый сын 4-го графа
- 1728—1735: Джеймс Лайон, 7-й граф Стратмор и Кингхорн (ок. 1702 — 4 января 1735) — сын 4-го графа
- 1735—1753: Томас Лайон, 8-й граф Стратмор и Кингхорн (1704 — 18 января 1753) — младший брат 5-го, 6-го и 7-го графов
- 1753—1776: Джон Боуз, 9-й граф Стратмор и Кингхорн (17 июля 1737 — 7 марта 1776), старший сын предыдущего
- 1773—1820: Джон Лайон-Боуз, 10-й граф Стратмор и Кингхорн (14 апреля 1769 — 3 июня 1820), старший сын предыдущего
- 1820—1846: Томас Лайон-Боуз, 11-й граф Стратмор и Кингхорн (3 мая 1773 — 27 августа 1846), младший (третий) сын 9-го графа
  - Томас Джордж Лайон-Боуз, Лорд Глэмис (6 февраля 1801 — 27 января 1834), единственный сын предыдущего
    - Достопочтенный Томас Лион-Боуз (18 октября 1821 — 18 октября 1821), старший сын предыдущего
- 1846—1865: Томас Лайон-Боуз, 12-й граф Стратмор и Кингхорн (28 сентября 1822 — 13 сентября 1865), второй сын лорда Глэмиса, внук 11-го графа
- 1856—1904: Клод Боуз-Лайон, 13-й граф Стратмор и Кингхорн (21 июля 1824 — 16 февраля 1904), третий сын лорда Глэмиса и внук 11-го графа
- 1904—1944: Клод Джордж Боуз-Лайон, 14-й граф Стратмор и Кингхорн, KG, KT, GCVO (14 марта 1855 — 7 ноября 1944), старший сын предыдущего, дед (по матери) королевы Великобритании Елизаветы II
- 1944—1949: Патрик Боуз-Лайон, 15-й граф Стратмор и Кингхорн (22 сентября 1884 — 25 мая 1949), старший сын предыдущего, дядя по матери английской королевы Елизаветы II
  - Джон Патрик Боуз-Лайон, мастер Глэмис (1 января 1910 — 19 сентября 1941), старший сын предыдущего
- 1949—1972: Тимоти Патрик Боуз-Лайон, 16-й граф Стратмор и Кингхорн (18 марта 1918 — 13 сентября 1972), младший брат предыдущего, двоюродный брат королевы Елизаветы II
- 1972—1987: Фергус Майкл Клода Боуз-Лайон, 17-й граф Стратмор и Кингхорн (31 декабря 1928—1987), сын капитана Майкла Клода Гамильтона Боуза-Лайона (1893—1953), внук 14-го графа, двоюродный брат королевы Елизаветы II и 16-го графа Стратмора и Кингхорна
- 1987—2016: Майкл Фергюс Боуз-Лайон, 18-й граф Стратмор и Кингхорн (7 июня 1957 — 27 февраля 2016), единственный сын предыдущего
- 2016 — настоящее время: Саймон Патрик Боуз-Лайон, 19-й граф Стратмор и Кингхорн (род. 18 июня 1986), старший сын предыдущего.
  - Наследник: Джон Боуз-Лайон (род. 1988), младший брат предыдущего.